# 玉名市
玉名市（日语：／ Tamana shi */?）是位於日本熊本縣北部的城市，於2005年10月3日由舊玉名市與相鄰的岱明町、橫島町、天水町合併而成。

## 地理
- 山：筒岳
- 河川：菊池川

### 市內主要地區
- 中：市中心所在地
- 松木：社會保險事務所及水淨化中心廠所在地
- 繁根木：市政府、武道館、市內污水處理場所在地
- 築地
- 亀甲：市內最大的超級市場所在地
- 大倉
- 伊倉

## 歷史
戰國時代由於多次戰爭始終無法順利發展，直到加藤清正進入肥後國，致力於各項開發，使得人口增加開始繁榮。

### 沿革
- 1889年4月1日：實施町村制，在現在的轄區在當時分屬：玉名郡高瀨町、彌富村、滑石村、豐水村、石貫村、玉名村、小田村、梅林村、伊倉村、築山村、大濱町、八嘉村、月瀨村、大野村、睦合村、高道村、鍋村、小天村、玉水村、橫島村
- 1899年2月2日：伊倉村改制為伊倉町。
- 1942年5月20日：高瀨町與彌富村合併為玉名町。
- 1954年4月1日：玉名町、滑石村、豐水村、石貫村、玉名村、小田村、梅林村、伊倉町、築山村、大濱町、八嘉村、月瀨村合併為玉名市。
- 1954年10月1日：小天村與玉水村合併為天水村。
- 1955年4月1日：大野村、睦合村、高道村、鍋村合併為岱明村。
- 1956年1月1日：南關町的部份轄區被併入玉名市。
- 1960年10月1日：天水村改制為天水町。
- 1965年4月1日：岱明村改制為岱明町。
- 1968年11月1日：橫島村改制為横島町。
- 2005年10月3日：玉名市、岱明町、横島町、天水町合併為新設置的玉名市。

### 變遷表
| 1889年以前 | 1889年4月1日 | 1889年 - 1926年           | 1926年 - 1944年           | 1945年 - 1954年      | 1955年 - 1989年      | 1955年 - 1989年            | 1989年 - 現在        | 現在                 |
| ---------- | ------------ | ------------------------- | ------------------------- | -------------------- | -------------------- | -------------------------- | -------------------- | -------------------- |
|            | 高瀨町       | 高瀨町                    | 1942年5月20日 玉名町      | 1954年4月1日 玉名市  | 1954年4月1日 玉名市  | 1954年4月1日 玉名市        | 2005年10月3日 玉名市 | 2005年10月3日 玉名市 |
|            | 彌富村       |                           | 1942年5月20日 玉名町      | 1954年4月1日 玉名市  | 1954年4月1日 玉名市  | 1954年4月1日 玉名市        | 2005年10月3日 玉名市 | 2005年10月3日 玉名市 |
|            | 大濱町       |                           |                           | 1954年4月1日 玉名市  | 1954年4月1日 玉名市  | 1954年4月1日 玉名市        | 2005年10月3日 玉名市 | 2005年10月3日 玉名市 |
|            | 伊倉村       | 1899年2月2日 改制為伊倉町 | 1899年2月2日 改制為伊倉町 | 1954年4月1日 玉名市  | 1954年4月1日 玉名市  | 1954年4月1日 玉名市        | 2005年10月3日 玉名市 | 2005年10月3日 玉名市 |
|            | 築山村       |                           |                           | 1954年4月1日 玉名市  | 1954年4月1日 玉名市  | 1954年4月1日 玉名市        | 2005年10月3日 玉名市 | 2005年10月3日 玉名市 |
|            | 滑石村       |                           |                           | 1954年4月1日 玉名市  | 1954年4月1日 玉名市  | 1954年4月1日 玉名市        | 2005年10月3日 玉名市 | 2005年10月3日 玉名市 |
|            | 豐水村       |                           |                           | 1954年4月1日 玉名市  | 1954年4月1日 玉名市  | 1954年4月1日 玉名市        | 2005年10月3日 玉名市 | 2005年10月3日 玉名市 |
|            | 八嘉村       |                           |                           | 1954年4月1日 玉名市  | 1954年4月1日 玉名市  | 1954年4月1日 玉名市        | 2005年10月3日 玉名市 | 2005年10月3日 玉名市 |
|            | 梅林村       |                           |                           | 1954年4月1日 玉名市  | 1954年4月1日 玉名市  | 1954年4月1日 玉名市        | 2005年10月3日 玉名市 | 2005年10月3日 玉名市 |
|            | 小田村       |                           |                           | 1954年4月1日 玉名市  | 1954年4月1日 玉名市  | 1954年4月1日 玉名市        | 2005年10月3日 玉名市 | 2005年10月3日 玉名市 |
|            | 月瀨村       |                           |                           | 1954年4月1日 玉名市  | 1954年4月1日 玉名市  | 1954年4月1日 玉名市        | 2005年10月3日 玉名市 | 2005年10月3日 玉名市 |
|            | 玉名村       |                           |                           | 1954年4月1日 玉名市  | 1954年4月1日 玉名市  | 1954年4月1日 玉名市        | 2005年10月3日 玉名市 | 2005年10月3日 玉名市 |
|            | 石貫村       |                           |                           | 1954年4月1日 玉名市  | 1954年4月1日 玉名市  | 1954年4月1日 玉名市        | 2005年10月3日 玉名市 | 2005年10月3日 玉名市 |
|            | 小天村       | 小天村                    | 小天村                    | 1954年10月1日 天水村 | 1954年10月1日 天水村 | 1960年10月1日 改制為天水町 | 2005年10月3日 玉名市 | 2005年10月3日 玉名市 |
|            | 玉水村       |                           |                           | 1954年10月1日 天水村 | 1954年10月1日 天水村 | 1960年10月1日 改制為天水町 | 2005年10月3日 玉名市 | 2005年10月3日 玉名市 |
|            | 大野村       | 大野村                    | 大野村                    | 大野村               | 1955年4月1日 岱明村  | 1965年4月1日 改制為岱明町  | 2005年10月3日 玉名市 | 2005年10月3日 玉名市 |
|            | 睦合村       |                           |                           |                      | 1955年4月1日 岱明村  | 1965年4月1日 改制為岱明町  | 2005年10月3日 玉名市 | 2005年10月3日 玉名市 |
|            | 鍋村         |                           |                           |                      | 1955年4月1日 岱明村  | 1965年4月1日 改制為岱明町  | 2005年10月3日 玉名市 | 2005年10月3日 玉名市 |
|            | 高道村       |                           |                           |                      | 1955年4月1日 岱明村  | 1965年4月1日 改制為岱明町  | 2005年10月3日 玉名市 | 2005年10月3日 玉名市 |
|            | 橫島村       | 橫島村                    | 橫島村                    | 橫島村               | 橫島村               | 1968年11月1日 改制為橫島町 | 2005年10月3日 玉名市 | 2005年10月3日 玉名市 |

## 產業
- 全市總生產額：1,931億日圓（2004年）
- 特産：海苔、蜂蜜、辛子蓮根、玉名拉麵
- 玉名市內主要企業工廠
  - 凸版印刷熊本工場
  - 普利司通熊本工場

## 交通

### 鐵路
- 九州旅客鐵道（JR九州）
  - 九州新幹線：新玉名站
  - 鹿兒島本線：大野下站 - 玉名站 - 肥後伊倉站

市中心的主要車站為玉名站，從玉名車站至熊本站搭乘普通列車約需30分鐘，搭乘特急列車約需20分鐘；至博多站搭乘特急列車大約需1小時5分鐘。

### 道路
| 高速道路 最近交流道為九州高速公路菊水交流道、南關交流道、植木交流道。 國道 - 國道208號 - 國道501號 | 主要地方道 - 熊本縣道1號熊本玉名線 - 熊本縣道4號玉名八女線 - 熊本縣道6號玉名立花線 - 熊本縣道16號玉名山鹿線 |

## 觀光資源

### 景點
- 玉名溫泉
- 大野下大蘇鐵
- 小天溫泉
- 草枕溫泉天水
- 笠智衆生家、記念碑

### 祭典、活動
- 玉名大俵祭

## 教育

### 大學
- 九州看護福祉大學

### 高等學校
| - 熊本縣立玉名高等學校 - 熊本縣立北稜高等學校 - 熊本縣立玉名工業高等學校 | - 專修大學玉名高等學校 - 玉名女子高等學校 |

### 中學校
| - 玉名市立玉名中學校 - 玉名市立玉陵中學校 - 玉名市立玉南中學校 | - 玉名市立有明中學校 - 玉名市立岱明中學校 - 玉名市立天水中學校 |

### 小學校
| - 玉名市立玉名町小學校 - 玉名市立築山小學校 - 玉名市立滑石小學校 - 玉名市立大濱小學校 - 玉名市立豐水小學校 - 玉名市立八嘉小學校 - 玉名市立伊倉小學校 | - 玉名市立月瀨小學校 - 玉名市立梅林小學校 - 玉名市立玉名小學校 - 玉名市立石貫小學校 - 玉名市立三川小學校 - 玉名市立小田小學校 - 玉名市立大野小學校 | - 玉名市立睦合小學校 - 玉名市立高道小學校 - 玉名市立鍋小學校 - 玉名市立橫島小學校 - 玉名市立玉水小學校 - 玉名市立小天小學校 - 玉名市立小天東小學校 |

## 友好都市

### 海外
- 瓦房店市（中華人民共和國 遼寧省大連市）：於1994年10月6日締結友好都市。[3]
- 克拉林達（美國 愛荷華州）：於1996年4月締結友好都市。[4]

## 玉名市出身的名人
- 大麻唯男：政治家、前國務大臣、國家公安委員長
- 福田良三：大日本帝國海軍軍人
- 井上聰：喜劇演員
- 富田浩太郎：俳優
- 笠智衆：俳優
- 前田智徳：職業棒球選手
- 松岡健一：職業棒球選手
- 天水山正則：前大相撲力士
- 普天王水：大相撲力士
- 田尻義博：職業摔角手
- 植尾勝浩：賽車手
- 金森通倫：牧師

## 外部連結
- （日語） 玉名觀光協會
- （日語） 玉名地域振興局
- （日語） 天水町商工會
- （日語） 荒尾、玉名地區觀光推進協進會
- （日語） 玉名溫泉觀光旅館協同組合 （页面存档备份，存于）
- （日語） 玉名商工會議所 （页面存档备份，存于）